# 伊拉克禁飛區衝突
伊拉克禁飛區衝突是在波斯灣戰爭後，由美國、英國及法國所劃定的兩個伊拉克禁飛區內所發生之低層次衝突 。美國表示，禁飛區的目的是保護伊拉克北部的庫德族和南部的什葉派穆斯林。禁止伊拉克飛機在這些區域內飛行。該政策由美國，英國和法國的飛機巡邏隊強制執行，直到法國於1996年撤出為止。